# Manuel Antonio Rodriguez sr.
Manuel Antonio Rodriguez sr. (Cebu City, 1 januari 1912 - Florida, 6 mei 2017) was een Filipijns kunstenaar. Hij werd wel aangeduid als de vader van de moderne druktechniek in de Filipijnen.

## Biografie
Manuel Antonio Rodriguez sr. werd geboren op 1 januari 1912 in Cebu City. Nadat zijn moeder enkele jaren na zijn geboorte overleed, werd zijn half-broer aangesteld als voogd. Hij groeide vervolgens op in Talisay, waar zijn half-broer werkzaam was als leraar. Het was ook in deze periode dat Rodriquez zijn talent voor tekenen ontdekte. Na het voltooien van de middelbare school wist hij een beurs te bemachtigen en voltooide daarmee in 1939 een bacheloropleiding Schone Kunsten aan de University of the Philippines. Aansluitend verdiepte hij zich met hulp van Hans Adolf Heimann in de serigrafie. Tevens verfijnde hij zijn tekenkunsten aan Mapúa Institute of Technology en de Philippine School of Design. 
In 1959 vertrok hij met hulp van beurs van de Rockefeller Foundation naar New York om daar aan het Pratt Institute verschillende vormen van druktechniek te bestuderen. Ook bezocht hij in deze periode kunstcentra in andere delen van de wereld. Na zijn terugkeer in de Filipijnen in 1962 opende hij het Contemporary Arts Gallery for graphic artists in Manilla. Ook doceerde hij aan de University of Santo Tomas (UST) en de Philppine Women University (PWU). Op de PWU kreeg bovendien de kans om een graphic arts department op te richten. In 1968 richtte Rodriguez de Philippine Association of Printmakers op. Het was met name door zijn inzet en activiteiten dat de kunst van de druktechniek zich in de Filipijnen in deze periode begon te ontwikkelen.
In de jaren 70, toen de Filipijnen op dictatoriale wijze werden geregeerd door Ferdinand Marcos, emigreerde Rodriguez naar de Verenigde Staten. De tientallen jaren erna woonde en werkte hij vanuit New York. Pas op 97-jarige leeftijd keerde hij voor het eerst weer terug in zijn geboortestad Cebu City. Het jaar erna was hij opnieuw in Cebu toen er een boek over zijn leven en werk werd gepresenteerd.
Rodriguez ontving diverse onderscheidingen voor zijn werk. Zo werd hem in 1967 de Republic Cultural Award toegekend. Rodriguez was getrouwd met Natividad Panis.